# Berguette
Berguette est une ancienne commune du Pas-de-Calais rattachée à Isbergues depuis 1996, ayant également le statut de commune associée.

## Géographie

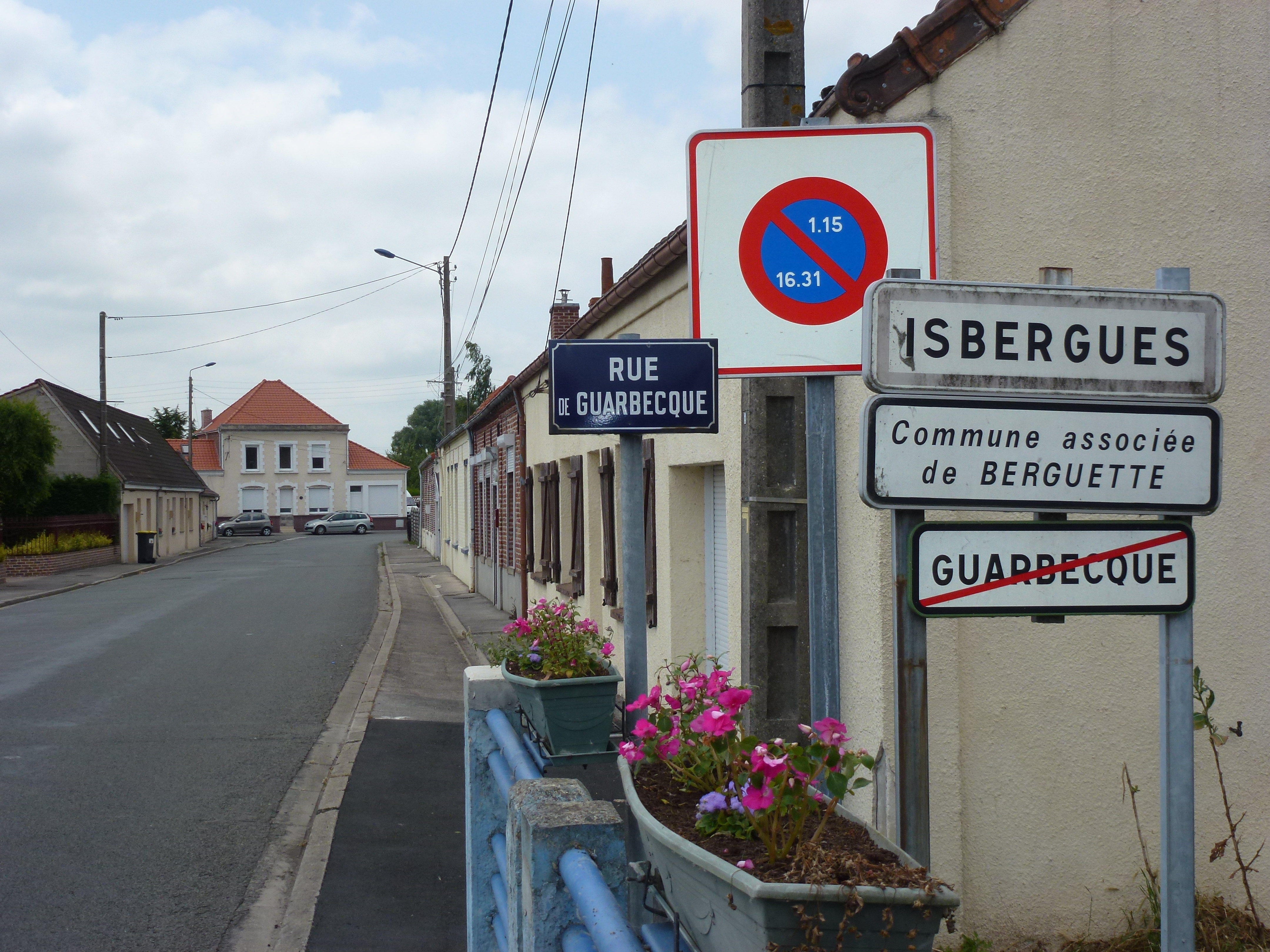
Panneau d'entrée.

## Toponymie
Anciennes mentions : Berghettes en 1171, Berguette en 1793.
Toponyme composé du germanique berg « mont », auquel a été ajouté le suffixe roman  -ette ; soit « petit mont ». 

## Histoire
Le 1er janvier 1996, la commune de Berguette est rattachée à celle d'Isbergues sous le régime de la fusion-association.

## Héraldique
|  | Les armes du village se blasonnent ainsi : d’argent à la roue de moulin de sable accompagnée de trois étoiles du même. |

## Politique et administration
| Période                                  | Période | Identité              | Étiquette | Qualité                                                              |
| ---------------------------------------- | ------- | --------------------- | --------- | -------------------------------------------------------------------- |
| 1507                                     | 1507    | Jehan Delerue         |           | 1er bailli de Berguette connu cité dans les Coutumes locales de 1507 |
| 1569                                     | 1569    | Vincent Delerue       |           |                                                                      |
| 1631                                     | 1650    | Robert Bailleul       |           |                                                                      |
| 1656                                     | 1657    | Cornil Réant          |           |                                                                      |
| 1683                                     | 1683    | Jacques Rose          |           |                                                                      |
| 1690                                     | 1708    | Jacques Wantier       |           |                                                                      |
| 1712                                     | 1722    | Nicolas Wantier       |           |                                                                      |
| 1735                                     | 1755    | Nicolas Dave          |           |                                                                      |
| 1769                                     | 1789    | Chrétien Dulongcourty |           | Dernier bailli de Berguette, élu 1er maire de Berguette en 1790      |
| Les données manquantes sont à compléter. |         |                       |           |                                                                      |

| Période                                  | Période  | Identité                        | Étiquette        | Qualité                                                               |
| ---------------------------------------- | -------- | ------------------------------- | ---------------- | --------------------------------------------------------------------- |
| 1790                                     | 1792     | Chrétien Dulongcourty           |                  | 1er maire de Berguette, auparavant bailli de Berguette de 1769 à 1789 |
| 1792                                     | 1797     | Félix Coubronne                 |                  |                                                                       |
| 1797                                     | 1797     | Pierre Dulongcourty             |                  |                                                                       |
| 1797                                     | 1798     | Pierre Graux                    |                  |                                                                       |
| 1799                                     | 1803     | Antoine Lefebvre                |                  |                                                                       |
| 1803                                     | 1815     | Pierre Dulongcourty (2ème fois) |                  |                                                                       |
| 1815                                     | 1816     | Louis Fumery                    |                  |                                                                       |
| 1816                                     | 1821     | Benoît Boulenger                |                  |                                                                       |
| 1821                                     | 1826     | Pierre Barre                    |                  |                                                                       |
| 1826                                     | 1837     | Alexandre Willay                |                  |                                                                       |
| 1837                                     | 1843     | Louis Coubronne                 |                  |                                                                       |
| 1843                                     | 1860     | Benoît Boulenger (2ème fois)    |                  |                                                                       |
| 1860                                     | 1871     | François Lombart                |                  |                                                                       |
| 1871                                     | 1878     | François Fumery                 |                  |                                                                       |
| 1878                                     | 1897     | Paul Lombart                    | républicain      |                                                                       |
| 1897                                     | 1914     | Henri Delplace                  | républicain      |                                                                       |
| 1914                                     | 1919     | Jean-Baptiste Cuvelier          | républicain      |                                                                       |
| 1919                                     | 1933     | Eugène Cuvelier                 |                  |                                                                       |
| 1933                                     | 1947     | Henri Queste                    |                  |                                                                       |
| 1947                                     | 1959     | Jules Sabre                     |                  |                                                                       |
| 1959                                     | 1960     | Eugène Desanglois               |                  |                                                                       |
| 1960                                     | 1961     | André Gallet                    |                  |                                                                       |
| 1961                                     | 1977     | Alphonse Béraet                 |                  |                                                                       |
| 1977                                     | 1998     | Jacques Napieraj                | Parti Socialiste |                                                                       |
| 1998                                     | 2008     | Jean-Pierre Schollaert          | Parti Socialiste | 1er maire délégué de Berguette après la fusion avec Isbergues         |
| 2008                                     | 2014     | André Savary                    | Parti Socialiste |                                                                       |
| 2014                                     | 2020     | Thierry Dissaux                 | Parti Socialiste |                                                                       |
| 2020                                     | En cours | Véronique Lupart                | Sans étiquette   |                                                                       |
| Les données manquantes sont à compléter. |          |                                 |                  |                                                                       |

## Démographie
| 1793 | 1800 | 1806 | 1821 | 1831 | 1836 | 1841 | 1846 | 1851 |
| ---- | ---- | ---- | ---- | ---- | ---- | ---- | ---- | ---- |
| 380  | 367  | 388  | 465  | 489  | 497  | 477  | 432  | 438  |

| 1856 | 1861 | 1866 | 1872 | 1876 | 1881 | 1886 | 1891 | 1896 |
| ---- | ---- | ---- | ---- | ---- | ---- | ---- | ---- | ---- |
| 450  | 489  | 475  | 469  | 452  | 462  | 621  | 645  | 610  |

| 1901 | 1906 | 1911 | 1921 | 1926 | 1931 | 1936 | 1946 | 1954  |
| ---- | ---- | ---- | ---- | ---- | ---- | ---- | ---- | ----- |
| 688  | 752  | 794  | 841  | 749  | 757  | 767  | 813  | 1 140 |

| 1962  | 1968  | 1975  | 1982  | 1990  | 2006  | 2008  | 2013  | 2017  |
| ----- | ----- | ----- | ----- | ----- | ----- | ----- | ----- | ----- |
| 1 802 | 2 300 | 2 084 | 1 864 | 2 063 | 1 931 | 1 910 | 1 819 | 1 818 |

## Lieux et monuments

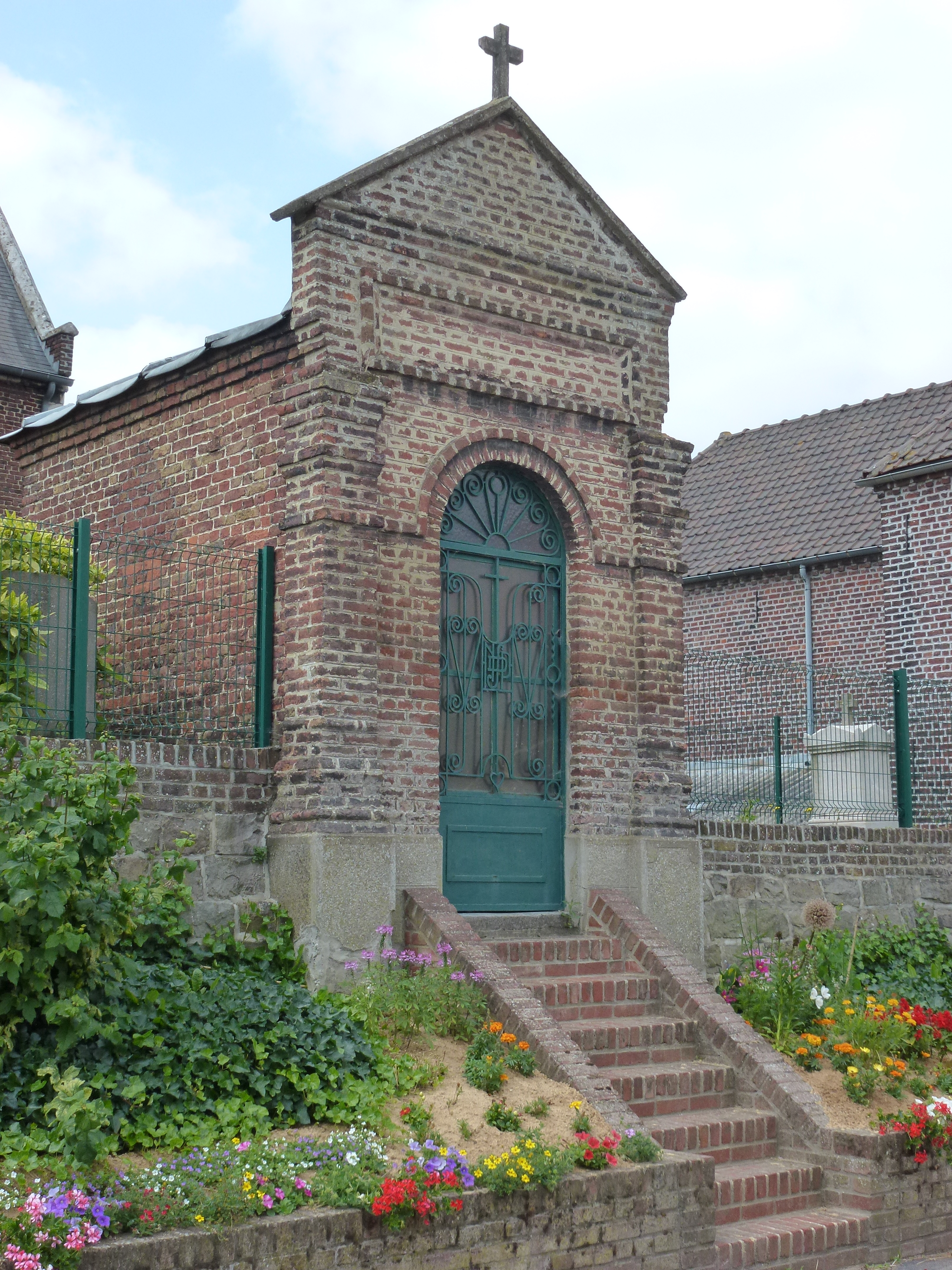
Chapelle.
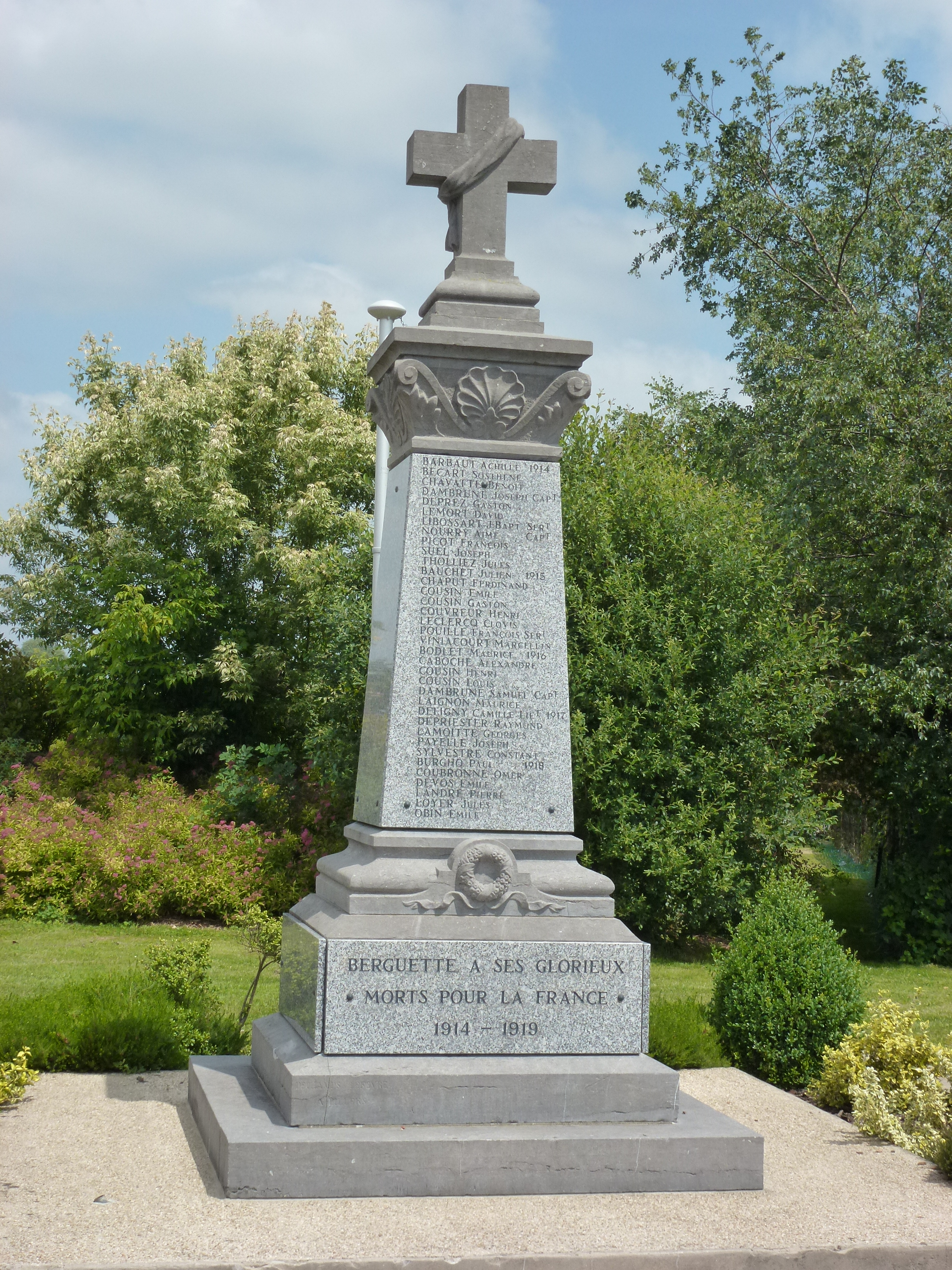
Monument aux morts.